# أولفين

الأولفين اسم يطلق على المركبات العضوية غير الحلَقية التي تحتوي على روابط غير مشبعة. ومثال ذلك الإيثين الذي يتكون من ذرتي كربون متصلتين برابطة ثنائية (CH2=CH2). 
اشتُّق اسم أولفين من الاسم القديم لغاز الإيثين حيث كان يسمى بغاز الأولفيانت.

## اقرأ أيضاً
- ألكين
- هكسين